# 羊鵾
羊鵾（527年—554年），字子鵬，泰山梁甫人，南北朝南梁官員。
羊鵾是南梁都官尚書羊侃的第三子，跟隨父親進入尚書台。建康被侯景攻陷，他逃到陽平，但因為侯景娶了他的妹妹為妾，故召還羊鵾並厚待他，任命為庫真都督。及後侯景戰敗，羊鵾打算推翻他，就跟隨東走。侯景在松江戰敗，剩下三隻戰船，計劃前往蒙山；適逢侯景疲倦午睡，羊鵾對水兵說：「哪裡會有蒙山！你們聽我吩咐。」於是戰船航行到京口，到胡豆洲時侯景醒來，大驚，問岸上的人，人們說：「郭元建仍然在廣陵。」侯景非常高興，打算依附郭元建；羊鵾拔刀吆喝海師，命令他們駛向京口，又與王元禮、謝葳蕤責罵侯景：「我們為你戰鬥，但現在落得如此地步，今天我們就用你的頭來換取富貴。」侯景打算跳水，他拔刀阻止，於是侯景走入船中，以小刀挖船，他就用槊刺死侯景。侯景的僕射索超世在另一隻船，謝葳蕤以侯景命令徵召他，在京口斬殺。
梁元帝任命羊鵾為持節、通直散騎常侍、都督青、冀二州諸軍事、明威將軍、青州刺史，封昌國縣公，食邑二千戶，賜錢五百萬，祿米五千石，布絹一千匹，又領東陽太守。他征伐陸納後，加任散騎常侍；平定峽中後，除授西晉州刺史。之後羊鵾於東關擊敗郭元建，遷任使持節、信武將軍、東晉州刺史。承聖三年（554年），西魏圍攻江陵，羊鵾來不及支援，跟隨從王僧愔於嶺表攻打蕭勃，得知太尉王僧辯失敗後就回歸，被侯瑱打敗，在豫章遇害，虛歲二十八。

## 引用
1. 1 2  《梁書·卷三十九·列傳第三十三》：羊侃字祖忻，泰山梁甫人，漢南陽太守續之裔也。祖規，宋武帝之臨徐州，辟祭酒從事、大中正。會薛安都舉彭城降北，規由是陷魏，魏授衛將軍、營州刺史。父祉，魏侍中，金紫光祿大夫。……第三子鵾。鵾字子鵬。隨侃臺內，城陷，竄於陽平。侯景呼還，待之甚厚。及景敗，鵾密圖之，乃隨其東走。
2. 1 2  《南史·卷六十三·列傳第五十三》：第三子鵾字子鵬，隨侃台內，城陷，竄于陽平。侯景以其妹為小妻，呼還待之甚厚，以為庫真都督。及景敗，鵾密圖之，乃隨其東走。
3. ↑  《梁書·卷三十九·列傳第三十三》：景於松江戰敗，惟餘三舸，下海欲向蒙山。會景倦晝寢，鵾語海師：「此中何處有蒙山！汝但聽我處分。」遂直向京口。至胡豆洲，景覺，大驚，問岸上人，云「郭元建猶在廣陵」，景大喜，將依之。鵾拔刀叱海師，使向京口。景欲透水，鵾抽刀斫之，景乃走入船中，以小刀抉船，鵾以槊入刺殺之。
4. ↑  《南史·卷六十三·列傳第五十三》：景於松江戰敗，惟餘三舸，下海欲向蒙山。會景晝寢，鵾語海師：「此中何處有蒙山，汝但聽我處分。」遂直向京口，至胡豆洲，景覺，大驚。問岸上，云：「郭元建猶在廣陵」。景大喜，將依之。鵾拔刀叱海師使向京口。鵾與王元禮、謝答仁弟葳蕤，並景之昵也，三人謂景曰：「我等為王百戰百勝，自謂無敵，卒至於此，豈非天乎。今就王乞頭以取富貴。」景欲透水，鵾抽刀斫之。景乃走入船中，以小刀抉船。鵾以矟入刺殺之。景僕射索超世在別船，葳蕤以景命召之，斬於京口。
5. ↑  《梁書·卷五十·列傳第四十四》：世祖以鵾爲持節、通直散騎常侍、都督青、冀二州諸軍事、明威將軍、青州刺史，封昌國縣公，邑二千戶，賜錢五百萬，米五千石，布絹各一千匹，又領東陽太守。征陸納，加散騎常侍。平峽中，除西晉州刺史。破郭元建於東關，遷使持節、信武將軍、東晉州刺史。承聖三年，西魏圍江陵，鵾赴援不及，從王僧愔征蕭勃於嶺表。聞太尉僧辯敗，乃還，爲侯瑱所破，於豫章遇害，時年二十八。
6. ↑  《南史·卷六十三·列傳第五十三》：元帝以從為青州刺史，封昌國縣侯，又領東陽太守。征陸納，加散騎常侍，除西晉州刺史。破郭元建于東關，遷東晉州刺史。承聖三年，西魏圍江陵，從赴援不及。從王僧愔征蕭勃於嶺表，聞僧辯敗，乃還，為侯瑱所破，遇害，年二十八。